# Ponta do Pico
Ponta do Pico är en vulkan och den högsta punkten på ön Pico i Azorerna. Toppen ligger 2 351 meter över havet och är därför den högsta punkten i Portugal och även i den mittatlantiska ryggen. Högst uppe på berget smälter aldrig isen.